# Yordanos Abay
Yordanos Abay (ur. 28 marca 1984 w Dire Daua) – etiopski piłkarz występujący na pozycji napastnika.

## Kariera klubowa
Abay karierę rozpoczynał w 1999 roku w Dire Dawa Railway. W 2000 roku przeszedł do zespołu EEPCO. W 2001 roku zdobył z nim mistrzostwo Etiopii, Puchar Etiopii oraz Superpuchar Etiopii. Na początku 2002 roku odszedł do holenderskiego SBV Vitesse. Spędził tam pół roku, jednak w tym czasie nie rozegrał żadnego spotkania w barwach Vitesse.
W połowie 2002 roku Abay wrócił do Etiopii i w sezonie 2002/2003 grał w Ethiopian Coffee SC. W 2003 roku podpisał kontrakt z jemeńskim Al-Saqr. W sezonach 2003/2004 oraz 2004/2005 został królem strzelców ligi jemeńskiej, a w sezonach 2005/2006 oraz 2009/2010 zdobył z zespołem mistrzostwo Jemenu. W latach 2012–2016 ponownie grał w EEPCO, a karierę kończył po sezonie 2016/2017 w klubie Muger Cement Wonji.

## Kariera reprezentacyjna
W reprezentacji Etiopii Abay grał w latach 2001–2006. Rozegrał w niej 7 meczów i strzelił 2 gole.